# Кузнецово (Медведевський район)
Кузнецо́во (рос. Кузнецово, марій. Пурсанур) — село у складі Медведевського району Марій Ел, Росія. Адміністративний центр Кузнецовського сільського поселення.

## Населення
Населення — 1672 особи (2010; 1696 у 2002).
Національний склад (станом на 2002 рік):
- росіяни — 52 %